# Narconon
Narconon International (běžně zkracována jako Narconon) je scientologická organizace, která propaguje teorie zakladatele L. Rona Hubbarda týkající se léčby zneužívání návykových látek a závislostí. Její mateřskou organizací je Association for Better Living and Education (ABLE), kterou vlastní a kontroluje Scientologická církev. Narconon sídlí v kalifornském Hollywoodu v USA a provozuje několik desítek pobytových středisek po celém světě, především v USA a západní Evropě. Organizaci založil v roce 1966 scientolog William Benitez s Hubbardovou pomocí, v roce 1970 byla zaregistrována.
Scientologická organizace a Narconon uvádějí, že Narconon je sekulární program nezávislý na Hubbardových spisech o scientologii a že poskytuje legitimní protidrogové vzdělávání a rehabilitaci. Organizace byla mnoha vládními zprávami a bývalými pacienty označena za scientologickou krycí skupinu.
Hubbardovy spisy, z nichž program vychází, tvrdí, že drogy a jejich metabolity se ukládají v tukové tkáni těla a při pozdějším částečném uvolnění způsobují závislému touhu, kterou lze vyplavit režimem známým jako Purification Rundown, který zahrnuje cvičení, saunu a příjem vysokých dávek vitamínů. Tato hypotéza je v rozporu s experimentálními důkazy a není lékařsky akceptována. Neexistují žádné nezávisle uznané studie, které by potvrzovaly účinnost programu Narconon.
Program vyvolal značné kontroverze ohledně svého původu ve scientologii a svých metod. Jeho léčba drogové závislosti byla označována za „lékařsky nebezpečnou“, „šarlatánství“ a „lékařský podvod“. Akademičtí a lékařští odborníci odmítli jeho vzdělávací program jako obsahující „faktické chyby v základních pojmech, jako jsou fyzické a psychické účinky, závislost a dokonce pravopis“.

## Léčba závislosti
Prvním krokem této léčby je rychlé a úplné odebrání drogy postiženému, což může ohrozit zdraví i život závislého. V dalších krocích se přistupuje ke klasickému třítýdennímu očistnému programu (purif). Ten má člověka zbavit nejen drog, ale i všech ostatních škodlivých vlivů, které na něj působí. Skládá se z tělesného pohybu, pocení v sauně a speciální výživy.

## Rehabilitační program
Skládá se z těchto kroků:
1. Tělesné osvobození od návykové látky
2. Komunikační cvičení
3. Zbavení se jedů a škodlivých látek v těle[25]